# Morbius (film)
A Morbius 2022-es amerikai szuperhősfilm Daniel Espinosa rendezésében. Gyártója a Columbia Pictures, Marvel Entertainment, Arad Productions és Matt Tolmach Productions, forgalmazója a Sony Pictures Releasing. Ez a film a Sony Pókember-univerzumának (SSU) harmadik filmje. A forgatókönyvet Matt Sazama és Burk Sharpless írták. A főszerepben Jared Leto, Matt Smith, Adria Arjona, Jared Harris, Al Madrigal és Tyrese Gibson látható.
A filmet többször elhalasztották a koronavírus-járvány miatt. Az Egyesült Államokban 2022. április 1-én, Magyarországon 2022. március 31-én mutatták be.
A tesztvetítésen mind a nézők, mind a kritikusok negatívan vélekedtek a filmről. Kritizálták a cselekményt, a számítógépes animációt és a stáblista alatt látható jelenetet.

## Cselekmény
Egy görögországi kórházban a 10 éves Michael Morbius üdvözli póttestvérét, Lucien-t, akit Milo-nak nevez el; a közös vérbetegség és a „normális” életre való törekvés összeköti őket. Michaelben látva a benne rejlő lehetőségeket, örökbefogadó apjuk és a kórház igazgatója, Nicholas elintézi, hogy Michael orvosi egyetemre járhasson New Yorkban, míg ő Milo gondozására koncentrál.
25 évvel később Michael nyilvánosan visszautasítja a mesterséges vérrel kapcsolatos munkájáért járó Nobel-díjat. Kollégája, Martine Bancroft felfedezi, hogy titokban több tucat vámpírdenevért fogott be Costa Ricából, abban a reményben, hogy génjeiket összeillesztheti a sajátjaival, hogy meggyógyítsa az állapotát. Michael finanszírozást kap Milótól, hogy felszerelhessen egy nemzetközi vizeken közlekedő magánzsoldoshajót a felszerelésével. A gyógymód ugyan működik, de Michael vámpírrá változik, aki megöli és kiszívja a legénység vérét, miután azok félelmükben megtámadják őt. Miután vérszomja alábbhagy és visszanyeri az eszét, a rémült Michael kitörli a kísérletéről készült összes CCTV-felvételt, mielőtt kapcsolatba lép a hatóságokkal és a fedélzetre ugrik.
Michael visszatér New Yorkba, és felfedezi, hogy immár emberfeletti erővel, sebességgel és echolokációval rendelkezik. Hogy vérszomját kordában tartsa, a mesterséges vérén élősködik. Simon Stroud és Al Rodriguez FBI-ügynökök nyomoznak Michael áldozatai után. Milo megtudja, hogy Michael meggyógyult, de dühös lesz, amikor Michael nem hajlandó őt is meggyógyítani. Miközben a kórházban fekvő Martine-t ellenőrzi, Michael egy halott ápolónőt talál, akinek a vérét kiszívták. Mivel azt hiszi, hogy ő a felelős, megpróbál megszökni, mielőtt Stroud letartóztatja. A börtönben meglátogatja Milo, és rájön, hogy Milo elvette a gyógymódját és megölte az ápolónőt. Michael megszökik, hogy szembeszálljon vele. A bűnbánatot nem tanúsító Milo arra buzdítja Michaelt, hogy fogadja el az erejét, ahogy ő is tette. Michael nem akarja bántani a bátyját, ezért elmenekül.
Michael találkozik Martine-nal, szerez egy új laboratóriumot, és kifejleszt egy vámpírizmus elleni antitestet, hogy megállítsa Milót; azt tervezi, hogy saját magán is alkalmazza. Stroud és Rodriguez találnak egy felvételt Milo egyik támadásáról, és mivel úgy vélik, hogy Michael vámpírizmusa terjed, nyilvánosságra hozzák a médiában. Nicholas felismeri Milót, és könyörög neki, hogy hagyja abba. Felbőszülve azon, hogy Nicholas úgy véli, hogy Michael jobban kedveli, Milo megsebesíti őt; Michael túl későn érkezik, hogy megmentse őt, miközben Milo Martine-t is halálosan megsebesíti. Martine Michael karjaiban hal meg, arra kényszerítve őt, hogy megigya a vérét. Michael egy denevérhadsereget hív össze, hogy lefogják Milót, és beadják neki az antitestet. Milo meghal, Michael pedig a denevérekkel együtt elrepül, gyászolva szeretteit és vállalva szökevény vámpírként való identitását. A férfi tudta nélkül Martine vörös szemekkel támad fel, mivel Michael véréből ivott egy cseppet, miközben a férfi a nőből táplálkozott.
A stáblista közepén Adrian Toomes Michael univerzumába kerül. Feltételezve, hogy Pókember a felelős, Toomes megkeresi a szökevény Michaelt, és azt javasolja, hogy alkossanak egy csapatot.

## Szereplők
| Szerep                  | Színész                     | Magyar hang        | Leírás                                                                                              |
| ----------------------- | --------------------------- | ------------------ | --------------------------------------------------------------------------------------------------- |
| Dr. Michael Morbius     | Jared Leto                  | Dévai Balázs       | Tudós, aki egy ritka vérbetegségben szenved. Egy kísérleti gyógymód hatására vámpírrá alakul.       |
| Dr. Michael Morbius     | Charlie Shotwell (fiatalon) | Gáll Dávid         | Tudós, aki egy ritka vérbetegségben szenved. Egy kísérleti gyógymód hatására vámpírrá alakul.       |
| Milo                    | Matt Smith                  | Szatory Dávid      | Gazdag fiú, Morbius barátja, aki ugyanabban a ritka vérbetegségben szenved.                         |
| Milo                    | Joseph Esson (fiatalon)     | Vida Bálint        | Gazdag fiú, Morbius barátja, aki ugyanabban a ritka vérbetegségben szenved.                         |
| Martine Bancroft        | Adria Arjona                | Bogdányi Titanilla | Tudós, Morbius menyasszonya.                                                                        |
| Dr. Emil Nicholas       | Jared Harris                | Fillár István      | Professzor, Morbius mentora.                                                                        |
| Alberto Rodriguez       | Al Madrigal                 | Fesztbaum Béla     | FBI ügynökök, akik Morbiusra vadásznak.                                                             |
| Simon Stroud            | Tyrese Gibson               | Bognár Tamás       | FBI ügynökök, akik Morbiusra vadásznak.                                                             |
| Mr. Fox                 | Corey Johnson               | Haagen Imre        | Zsoldos.                                                                                            |
| Adrian Toomes / Keselyű | Michael Keaton              | Rátóti Zoltán      | Bűnöző egy alternatív valóságból, aki Doctor Strange varázslata miatt kerül át ebbe az univerzumba. |

### Magyar változat
- Főcím: Bozai József
- Magyar szöveg: Gáspár Bence
- Felvevő hangmérnök: Jacsó Bence
- Vágó: Simkóné Varga Erzsébet
- Gyártásvezető: Kincses Tamás
- Szinkronrendező: Tabák Kata
- Produkciós vezető: Hagen Péter

A szinkront a Mafilm Audio Kft. készítette.

## A film készítése
Az Artisan Entertainment 2000 májusában megállapodott a Marvel Entertainmenttel, hogy közösen több Marvel karakter történetét megfilmesítsék, köztük Morbiusét is. 1998-ben Morbius karaktere már szerepelt volna a Penge című filmben Stephen Norrington alakításában. Azonban Norrington jeleneteit kívágták, miután a rendező úgy döntött, hogy nem tér vissza a Penge 2. című filmben.
2017-ben a Sony bejelentette, hogy egy közös univerzumot épít a Pókemberhez kapcsolódó karakterekkel. A film rendezésére először Antoine Fuqua-t kérték fel, azonban nem vállalta el. Majd F. Gary Gray is visszautasította az ajánlatot. Végül Daniel Espinosa vállalta el a film rendezését.

### Forgatás
A forgatás 2019 februárjában kezdődött el Londonban. 2019 márciusában Manchesterben forgatott a stáb. A forgatás 2019 júniusában fejeződött be.